# Напружено-деформований стан
Напружено-деформо́ваний стан — сукупність внутрішніх напружень і деформацій конструкції або її елементу, що виникають при дії на неї зовнішніх навантажень, температурних полів чи інших факторів. Напружено-деформований стан визначається розрахунковими та експериментальними методами у вигляді розподілу напружень, деформацій і переміщень в конструкції і є базою для оцінки статичної міцності і ресурсу конструкцій на всіх етапах їх життєвого циклу.

## Види напружено-деформованого стану
Розрізняють загальний і локальний напружено-деформований стан.
Загальний — визначається в силових елементах конструкції без урахування концентрації напружень, викликаних місцевими конструктивно-технологічними особливостями (отворами, виточками та ін.)
Локальний — визначається поблизу концентратора напружень з урахуванням виду концентратора і прикладеного навантаження.

## Напружено-деформований стан у точці
Сукупність напружень у вигляді тензора напружень, {\displaystyle T_{\sigma }} повністю характеризує напружений стан у точці тіла. Цю сукупність записують у вигляді:
{\displaystyle {T_{\sigma }}=\left[{\begin{matrix}\sigma _{x}&\tau _{xy}&\tau _{xz}\\\tau _{yx}&\sigma _{y}&\tau _{yz}\\\tau _{zx}&\tau _{zy}&\sigma _{z}\\\end{matrix}}\right]}
Сукупність компонентів деформації характеризує деформований стан у точці тіла. Цю сукупність записують у вигляді тензора деформації {\displaystyle T_{\varepsilon }}:
{\displaystyle {T_{\varepsilon }}=\left[{\begin{matrix}\varepsilon _{x}&\varepsilon _{xy}&\varepsilon _{xz}\\\varepsilon _{yx}&\varepsilon _{y}&\varepsilon _{yz}\\\varepsilon _{zx}&\varepsilon _{zy}&\varepsilon _{z}\\\end{matrix}}\right]}

## Часткові випадки напружено-деформованого стану

### Пружний розтяг
При розтягу та стиску осьова деформація {\displaystyle \varepsilon _{z}} залежно від напруження {\displaystyle \sigma _{z}} в умовах пружності описується законом Гука:
{\displaystyle \varepsilon _{z}={\frac {\sigma _{z}}{E}},}
де E — модуль Юнга.
Поперечні деформації для цього випадку описуються законом Пуассона:
{\displaystyle \varepsilon _{x}=-\mu \varepsilon _{y}=-\mu \varepsilon _{z},}
де {\displaystyle \mu } — коефіцієнт Пуассона.

### Пружний зсув
При плоскому чистому зсуві деформація зсуву {\displaystyle \gamma } пружного тіла залежно від дотичного напруження {\displaystyle \tau } визначається співвідношенням:
{\displaystyle \gamma ={\frac {\tau }{G}},}
де G — модуль зсуву.

### Види напруженого стану
Деякі з головних напружень можуть дорівнювати нулю. В залежності від кількості відмінних від нуля головних напружень розрізняють такі види напруженого стану:
- лінійний (одновісний);
- плоский (двовісний);
- об'ємний (тривісний).

Об'ємний напружено-деформований стан у загальному випадку можна розкласти на суму двох станів: тривісного розтягу і складного зсуву в трьох координатних площинах.